# Comuna Cirpan, Stara Zagora
Cirpan (în bulgară Чирпан) este o comună în regiunea Stara Zagora, Bulgaria, formată din orașul Cirpan și 20 de sate. 

## Localități componente

### Orașe
- Cirpan

### Sate
| - Dimitrievo - Dărjava - Ghita - Iavorovo - Iazdaci - Izvorovo - Malko Trănovo | - Moghilovo - Oslarka - Rupkite - Spasovo - Sredno Gradiște - Stoian-Zaimovo | - Svoboda - Vinarovo - Volovarovo - Zetovo - Zlatna Livada - Țelina - Țenovo |

## Demografie
Componența etnică a comunei Cirpan
     Romi (8,19%)
     Bulgari (76,33%)
     Turci (3,65%)
     Nicio identificare (11,65%)
     Altele (0,16%)
La recensământul din 2011, populația comunei Cirpan era de 21.637 locuitori. Din punct de vedere etnic, majoritatea locuitorilor (76,33%) erau bulgari, existând și minorități de romi (8,19%) și turci (3,65%). Pentru 11,65% din locuitori nu este cunoscută apartenența etnică.